# Andrés de Vandelvira
Andrés de Vandelvira, né en 1509 à Alcaraz et mort en 1575 à Jaén, est un tailleur de pierre et maître architecte espagnol. Il a exercé son activité à Jaén, Uclés, Baeza et Úbeda durant la Renaissance. 
Ses constructions se caractérisent par des espaces ouverts et harmonieux. Bon connaisseur et héritier de la longue tradition gothique de la péninsule, il a introduit des innovations et des techniques de construction avancées, telles l'utilisation de briques creuses pour réduire le poids des structures et la création d'escaliers à double révolution, qui permettent une circulation plus fluide dans les bâtiments. Il est aussi l'inventeur du plafond voûté et d'autres progrès en architecture.

## Principales réalisations
- Sa réalisation la plus remarquable est la Chapelle du Sauveur (es) à Úbeda, dont les plans furent établis par Diego de Siloé. Étienne Jamet en a réalisé les sculptures qui décorent le portail et la sacristie.
- Palais du doyen Ortega (es) à Úbeda, actuellement parador de tourisme.
- Hôpital Saint-Jacques à Úbeda.
- Il a également réalisé le palais Vázquez de Molina ou palais des Chaînes à Úbeda.
- Il a travaillé à l'église Notre-Dame-de-l'Assomption à Villacarrillo.
- Couvent Saint-Dominique (es) de Jaén.
- En 1553, à la suite d'un concours, il devient le maître d'œuvre de la Cathédrale de l'Assomption de Jaén.

## Famille
Il est le fils de Pedro de Vandelvira (es) qui s'est formé en Italie. 
Il était marié à Luisa de Luna. Un de ses sept enfants, Alonso de Vandelvira (es), a écrit un livre sur la taille de la pierre décrivant le travail de son père.

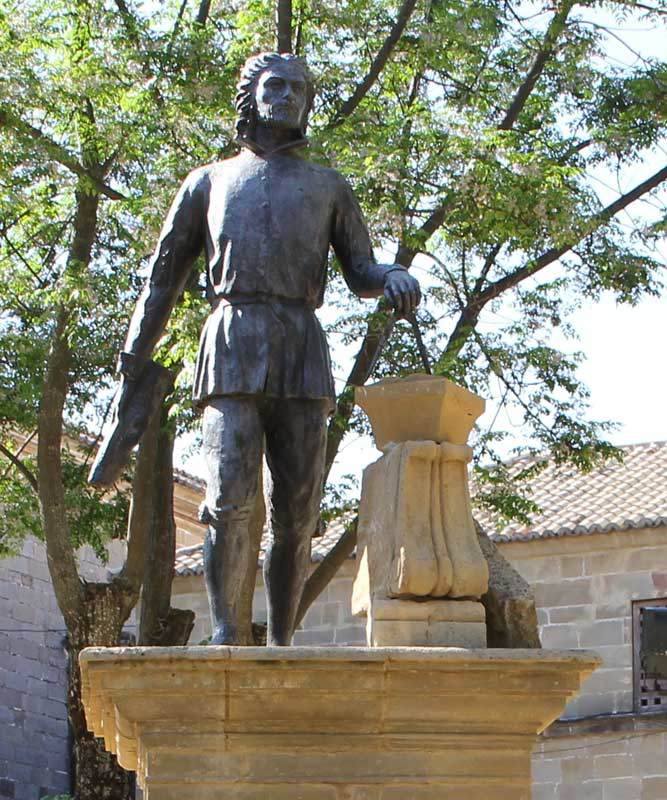
Statue d'Andrés de Vandelvira à Ubeda.
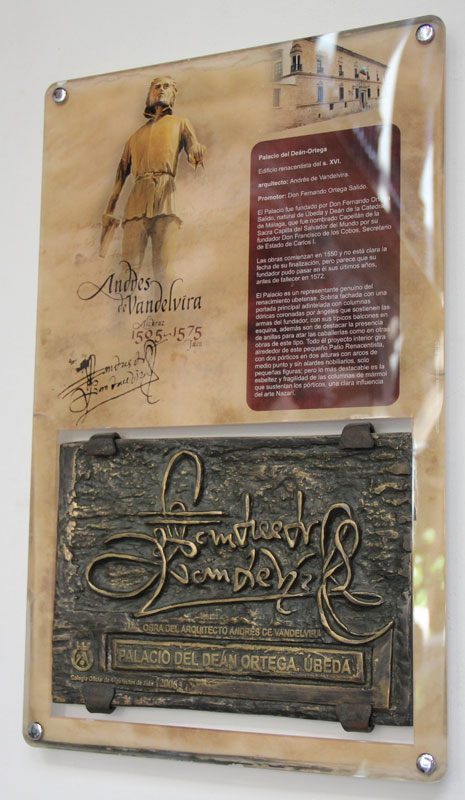
Plaque avec sa signature.
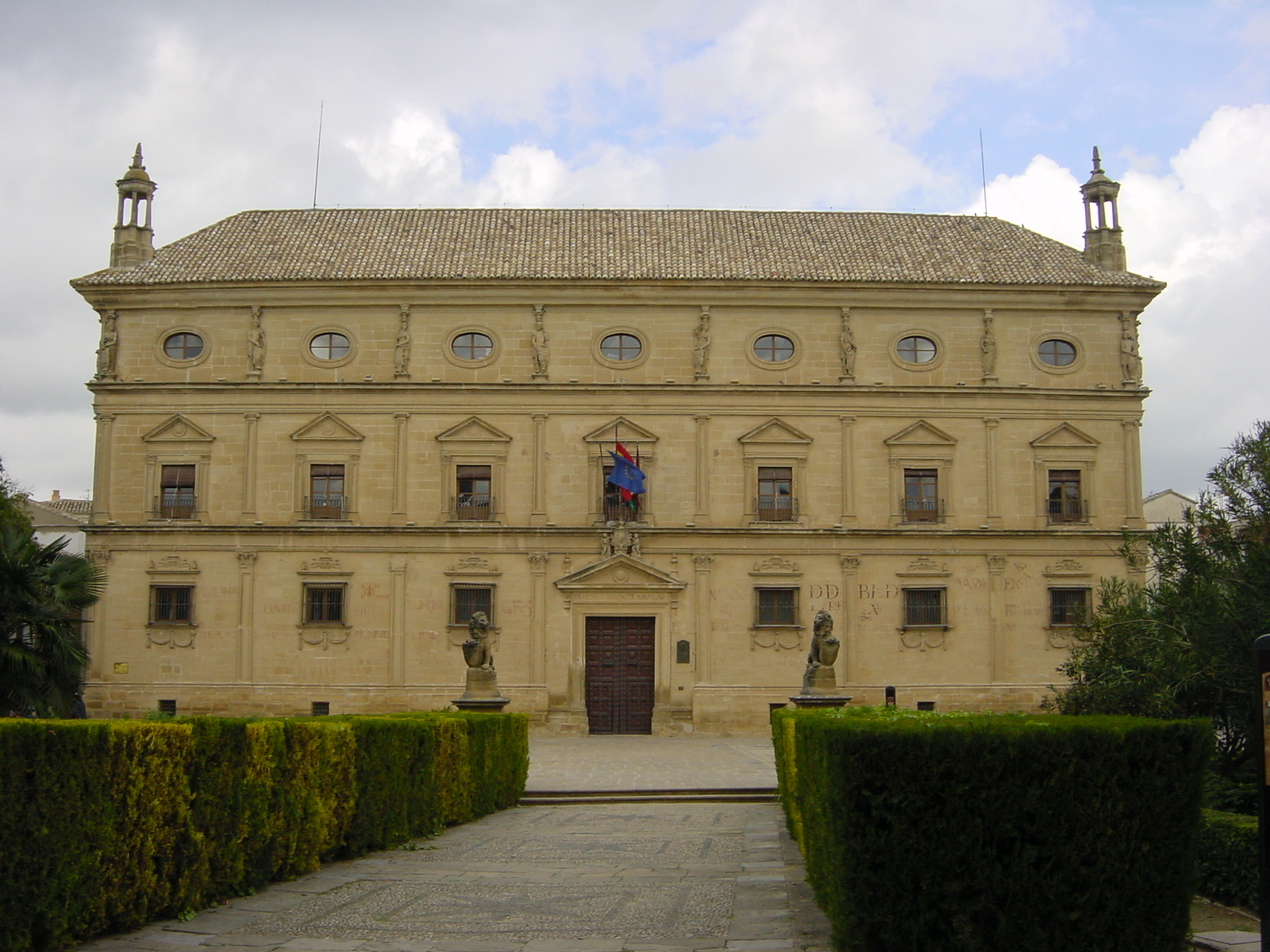
Palais des chaînes. Ubeda
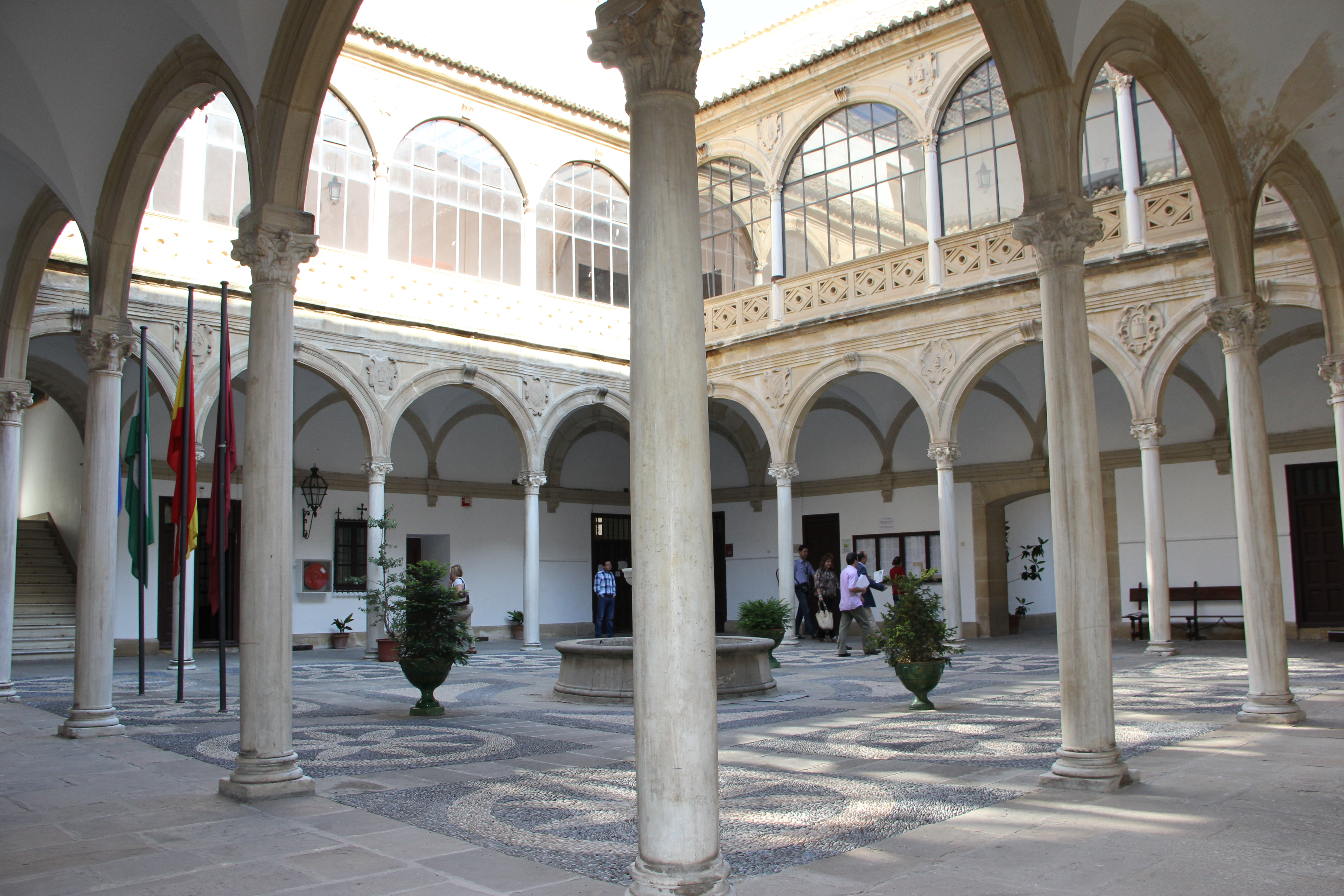
Intérieur du palais des Chaînes. Úbeda.
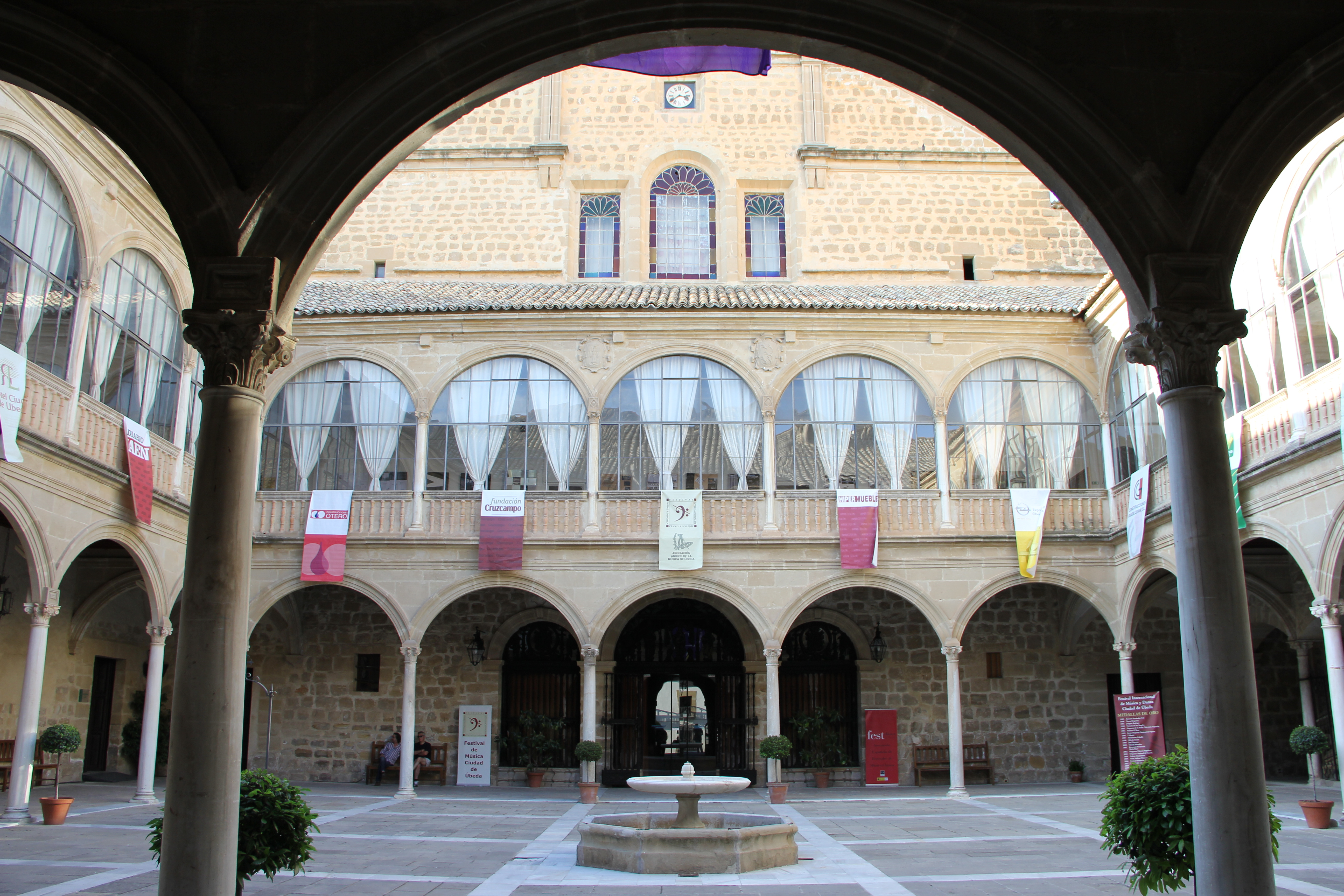
Cour intérieure de l'ancien hôpital Saint-Jacques à Ubeda.
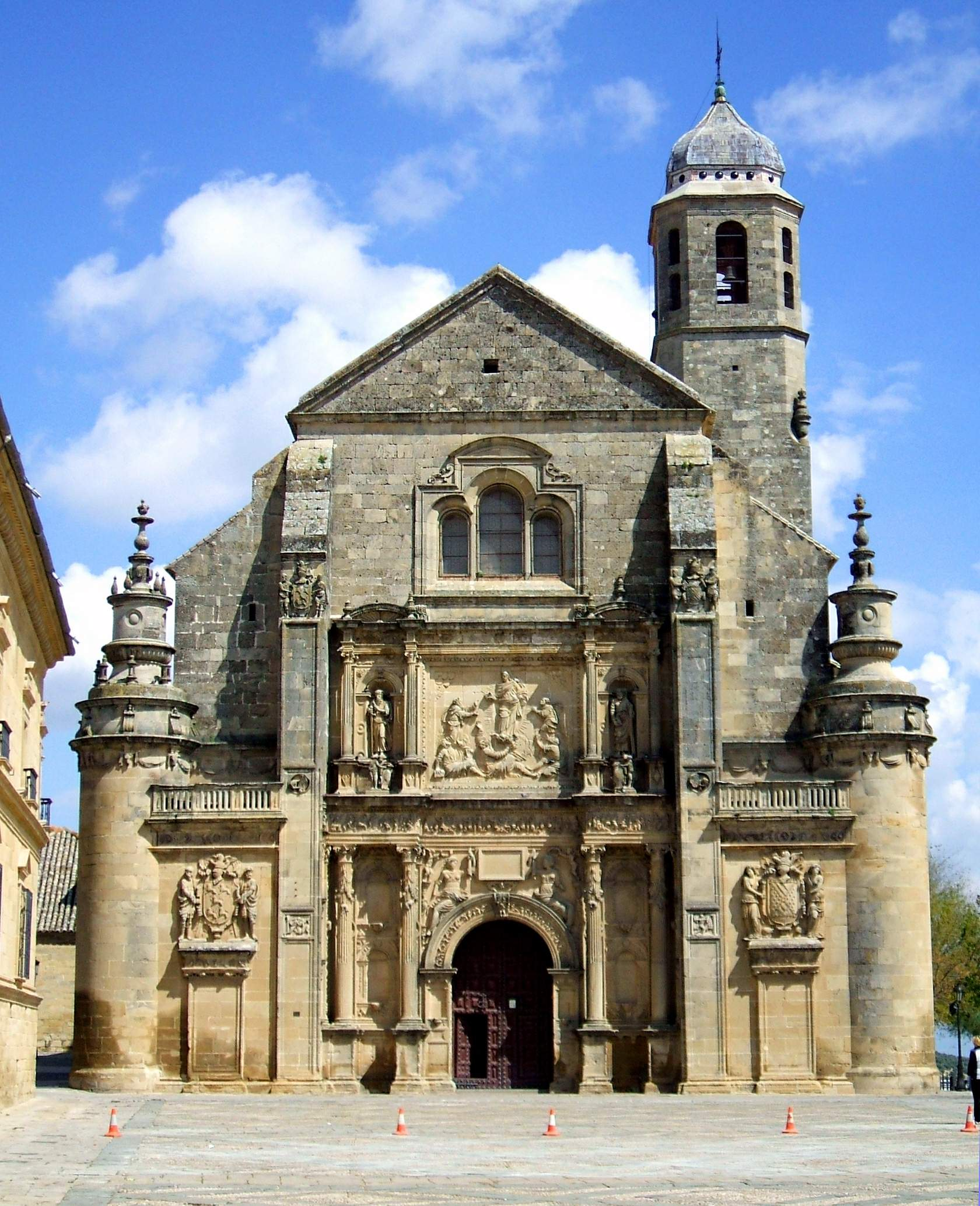
Úbeda - Chapelle du Sauveur.
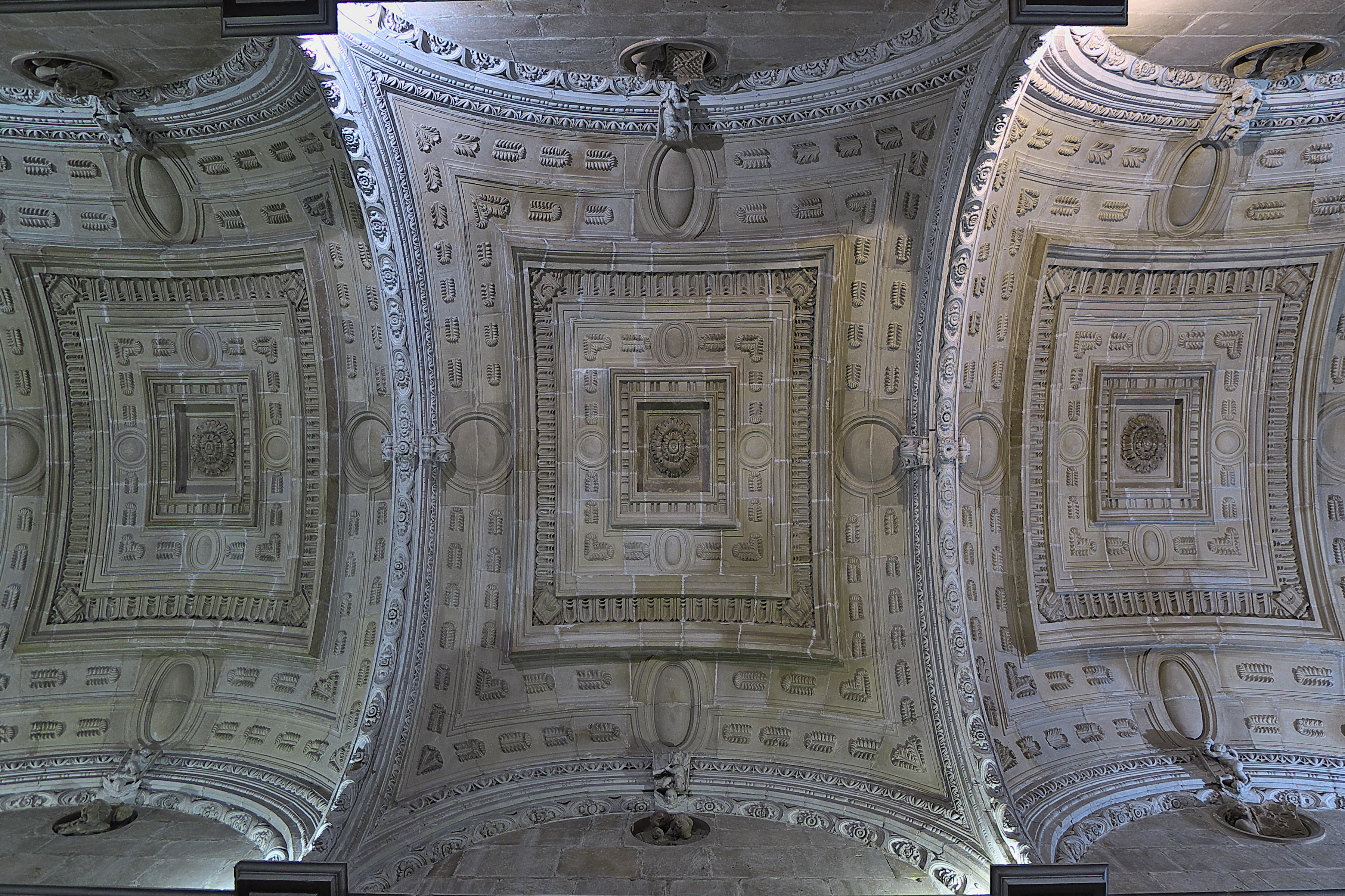
La voûte en calotte est une caractéristique de Vandelvira, qui l'a utilisée dans plusieurs édifices, notamment la Chapelle du Sauveur.
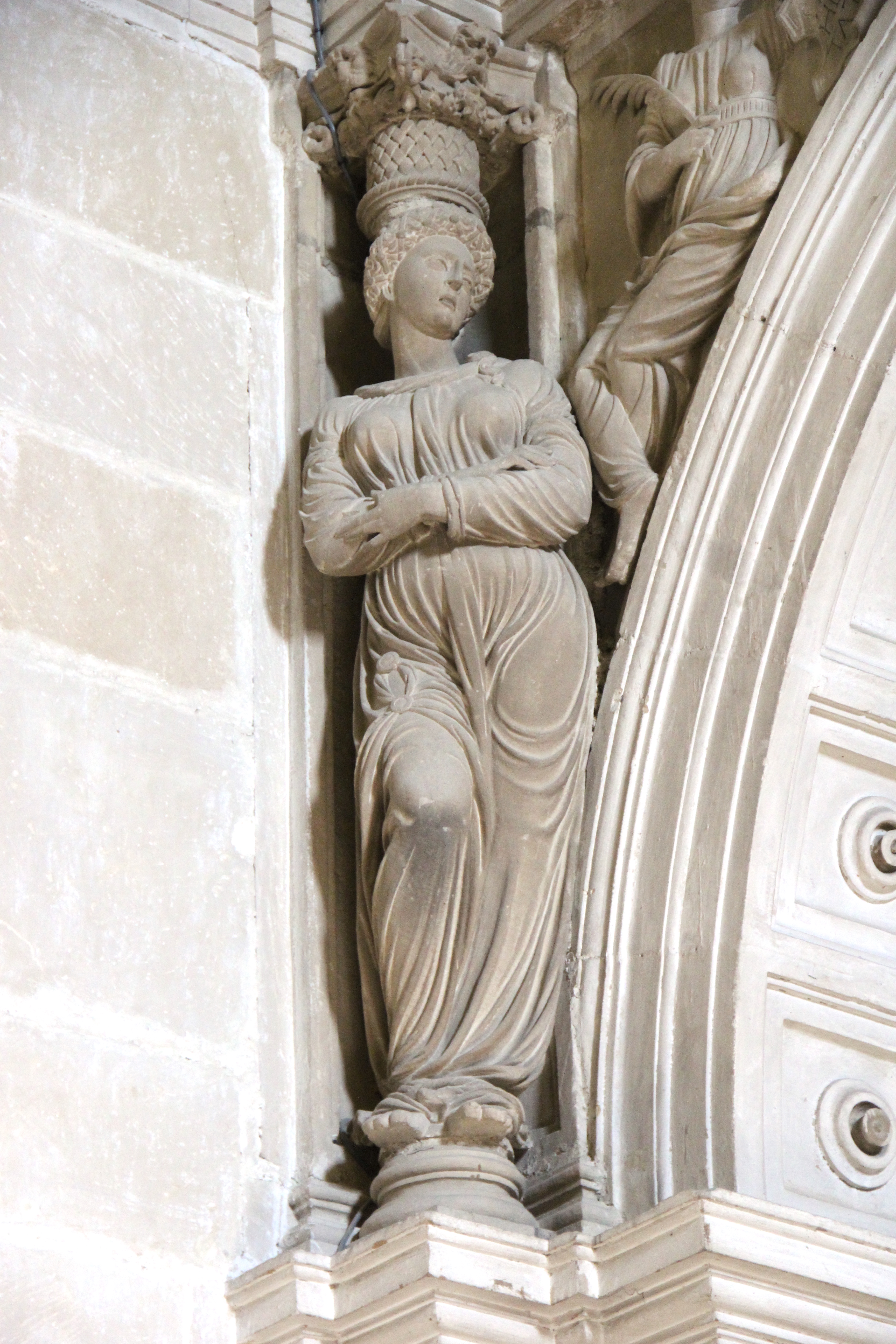
Cariatide, par Étienne Jamet. Sacristie de la chapelle du Sauveur.